# Luther Wright
Luther A. Wright jr. (Jersey City, 22 settembre 1971) è un ex cestista statunitense, professionista nella NBA.

## Carriera
È stato selezionato dagli Utah Jazz al primo giro del Draft NBA 1993 (18ª scelta assoluta).
Con gli Stati Uniti ha disputato le Universiadi di Sheffield 1991.